# Rombo-Syndrom
Das Rombo-Syndrom ist eine sehr seltene angeborene Genodermatose mit den Hauptmerkmalen einer wurmförmigen Atrophodermie, spärlicher Behaarung, verminderter Schweißsekretion und Neigung zu Basalzellkarzinomen.
Die Bezeichnung bezieht sich den Namen des erstbeschriebenen Patienten aus dem Jahre 1981 durch G. Michaëlsson und Mitarbeiter.

## Verbreitung
Die Häufigkeit wird mit unter 1 zu 1.000.000 angegeben, die Vererbung und die Ursache sind nicht bekannt.

## Klinische Erscheinungen
Klinische Kriterien sind:
- wurmförmige Atrophodermie mit Lichen pilaris, gesichtsbetont im Alter von 7–10 Jahren auftretend
- Milien
- Hypotrichose, Verlust der Wimpern und Augenbrauen
- multiple Trichoepitheliome
- periphere Gefäßerweiterungen mit Akrozyanose
- Basalzell-Karzinome häufig im frühen Erwachsenenalter entstehend

## Differentialdiagnose
Abzugrenzen ist das ähnliche Bazex-Dupré-Christol-Syndrom.